# Adonisea saturata
Adonisea saturata är en fjärilsart som beskrevs av Augustus Radcliffe Grote 1874. Adonisea saturata ingår i släktet Adonisea och familjen nattflyn. Inga underarter finns listade i Catalogue of Life.